# フォーシーズンズ・ホテル・シンガポール
フォーシーズンズ・ホテル・シンガポール(Four Seasons Hotel Singapore)は1994年に開業したシンガポールの最高級ホテルである。運営はフォーシーズンズ・ホテルズ・アンド・リゾーツ。

## 特徴
MRTのオーチャード駅から徒歩約5分のところに位置するホテル。ヒルトン・シンガポールのショッピングアーケード「ヒルトン・ショッピング・ギャラリー」と通路で直結している。
ロビーは広いとは言えないが、その分プライベート感に溢れている。内装はホテルというよりレジデンスに近い。これは、全てのお客様に自宅の様に寛いでもらいたいというホテル側の意図らしい。
客室の広さはスーペリアで約47平方メートル、デラックスで約49平方メートルで、全室にDVDプレーヤーが付いている。
全室ともシャワーとバスタブが独立している。
客室数は255室で、シンガポールの最高級ホテルの中でラッフルズ・ホテル、グッドウッド・パーク・ホテルの次に少ない。
2008年3月から7月にかけて全客室を改装した。

## 設備
- ワン-ナインティ(One-Ninety)　各国料理
- 江南春(Jiang-Nan Chun)　広東料理
- バー・アンド・アルフレスコ(The Bar and Alfresco)　バー、ハイティー
- スパ
- テニスコート　屋外に2面、屋内に2面
- プール　屋外に1か所、屋上に1か所

など